# Tuulikki
Tuulikki és un esperit o deessa de la mitologia finesa del bosc, filla de Tapio i Mielikki. Deessa dels animals del bosc, era invocada per assegurar abundància i fortuna en les jornades de caça.